# بيرمراد (كوه بنج)
بيرمراد (بالفارسية: پیرمراد) هي قرية تقع في إيران في البلدة المركزية.